# Ленино (Шымкент)
Ленино (каз. Ленино) — упразднённое село в подчинении городской администрации Шымкента (до 2000-х годов входило в состав Сайрамского района) Туркестанской области Казахстана. Входило в состав Катынкопрского сельского округа. В 2004 году включено в состав города Шымкент и исключено из учётных данных.

## История
Основано в 1929 году как колхоз имени Ленина. С 1960 года являлось отделением совхоза имени XXI Партсъезда.

## Население
По переписи 1989 года в селе проживало 3329 человек, из которых 28 % составляли казахи, 40 % — узбеки, 27 % — азербайджанцы. В 1999 году население села составляло 5335 человек (2600 мужчин и 2735 женщин).